# The Temperance Movement

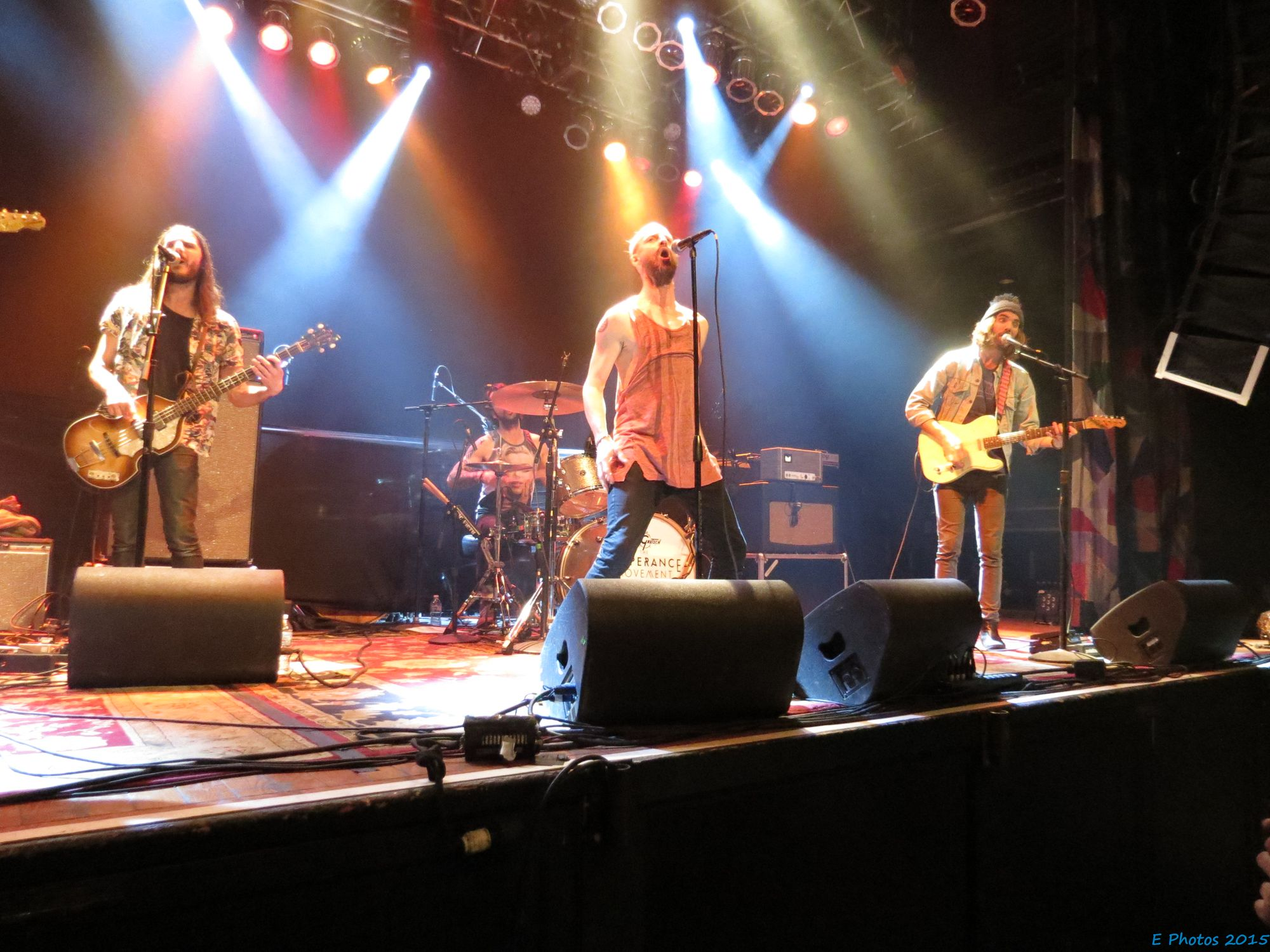
The Temperance Movement (2015)

The Temperance Movement (engl.: Abstinenzbewegung) ist eine britische Bluesrock-Band.

## Geschichte
The Temperance Movement wurde 2011 vom Glasgower Sänger Phil Campbell und den Gitarristen Luke Potashnik (Rooster und Ben’s Brother) und Paul Sayer gegründet. Die Rhythmussektion besteht aus dem ehemaligen Jamiroquai-Bassisten Nick Fyffe und dem australischen Schlagzeuger Damon Wilson, der schon mit Ray Davies, The Waterboys und Feeder spielte. Sänger Phil Campbell ist mit dem Motörhead-Gitarristen Phil Campbell weder verwandt noch verschwägert.
Die erste Veröffentlichung war die EP Pride, welche am 10. September 2012 erschien. 2012 spielte die Band beim Sunflower Jam SuperJam in der Royal Albert Hall und eröffnete mit den ersten beiden Stücken ihrer EP die Veranstaltung. Das erste Studioalbum The Temperance Movement wurde am 16. September 2013 bei Earache Records veröffentlicht. Das Album enthält die fünf Lieder der EP und sieben weitere. 2013 spielte die Band bei einigen Konzerten im Vorprogramm der kalifornischen Bluesrocker Rival Sons. Am 10. Juni 2014 wurde The Temperance Movement als Supportband für die Konzerte der Rolling Stones in Berlin (Waldbühne), in Düsseldorf (ESPRIT arena) und in Wien (Ernst-Happel-Stadion) eingeladen. 
Luke Potashnick verließ die Band am 26. September 2015, um sich vollständig auf seine Karriere als Songwriter und Produzent zu konzentrieren. Daraufhin stieg Matt White ein und besetzte die Gitarre. Das zweite Album White Bear erschien am 15. Januar 2016. Die anschließende Tournee führte im Februar 2016 auch in einige deutsche Städte.
Am 30. November 2016 verkündete die Band, dass Damon Wilson die Band verlässt, um mehr Zeit mit seiner Frau und seiner Familie zu verbringen. Seitdem übernahm Simon Lea das Schlagzeug. Am 20. Januar 2020 verkündete die Band über die sozialen Medien, dass Sänger Phil Campbell die Band verlässt. Als Gründe dafür werden Heimat, Familie und andere musikalische Projekte genannt.

## Diskografie

### Studioalben
| Jahr | Titel Musiklabel                        | Höchstplatzierung, Gesamtwochen, AuszeichnungChartplatzierungen (Jahr, Titel, Musiklabel, Platzierungen, Wochen, Auszeichnungen, Anmerkungen) | Höchstplatzierung, Gesamtwochen, AuszeichnungChartplatzierungen (Jahr, Titel, Musiklabel, Platzierungen, Wochen, Auszeichnungen, Anmerkungen) | Höchstplatzierung, Gesamtwochen, AuszeichnungChartplatzierungen (Jahr, Titel, Musiklabel, Platzierungen, Wochen, Auszeichnungen, Anmerkungen) | Höchstplatzierung, Gesamtwochen, AuszeichnungChartplatzierungen (Jahr, Titel, Musiklabel, Platzierungen, Wochen, Auszeichnungen, Anmerkungen) | Anmerkungen                              |
| Jahr | Titel Musiklabel                        | DE | AT | CH | UK | Anmerkungen                              |
| ---- | --------------------------------------- | --- | --- | --- | --- | ---------------------------------------- |
| 2013 | The Temperance Movement Earache Records | — | — | — | UK12 (4 Wo.)UK | Erstveröffentlichung: 16. September 2013 |
| 2016 | White Bear Earache Records              | DE59 (1 Wo.)DE | — | — | UK18 (2 Wo.)UK | Erstveröffentlichung: 15. Januar 2016    |
| 2018 | A Deeper Cut Earache Records            | DE44 (1 Wo.)DE | AT43 (1 Wo.)AT | CH34 (2 Wo.)CH | UK6 (2 Wo.)UK | Erstveröffentlichung: 16. Februar 2018   |
| 2021 | Covers & Rarities Earache Records       | — | — | — | UK38 (1 Wo.)UK | Erstveröffentlichung: 26. November 2021  |

### Livealben
| Jahr | Titel Musiklabel                                  | Höchstplatzierung, Gesamtwochen, AuszeichnungChartplatzierungen (Jahr, Titel, Musiklabel, Platzierungen, Wochen, Auszeichnungen, Anmerkungen) | Höchstplatzierung, Gesamtwochen, AuszeichnungChartplatzierungen (Jahr, Titel, Musiklabel, Platzierungen, Wochen, Auszeichnungen, Anmerkungen) | Höchstplatzierung, Gesamtwochen, AuszeichnungChartplatzierungen (Jahr, Titel, Musiklabel, Platzierungen, Wochen, Auszeichnungen, Anmerkungen) | Höchstplatzierung, Gesamtwochen, AuszeichnungChartplatzierungen (Jahr, Titel, Musiklabel, Platzierungen, Wochen, Auszeichnungen, Anmerkungen) | Anmerkungen                           |
| Jahr | Titel Musiklabel                                  | DE | AT | CH | UK | Anmerkungen                           |
| ---- | ------------------------------------------------- | --- | --- | --- | --- | ------------------------------------- |
| 2022 | Caught on Stage – Live & Acoustic Earache Records | — | — | — | UK35 (1 Wo.)UK | Erstveröffentlichung: 14. Januar 2022 |

### EPs
- 2012: Pride (Eigenveröffentlichung)